# Nostitzstraße
Die Nostitzstraße ist ein Verkehrsweg im Berliner Ortsteil Kreuzberg. Sie verläuft etwa parallel zum Mehringdamm in Nord-Süd-Richtung von der Baruther Straße zur Arndtstraße und kreuzt dabei die Gneisenaustraße und die Bergmannstraße.
Die Nostitzstraße wird von der im Bergmann- und Chamissokiez konsequent ausgeführten fünfgeschossigen Blockrandbebauung mit teilweise aufwendig dekorierten Gründerzeitfassaden dominiert. Sie gehört damit auch aufgrund ihres kriegsverschonten und hochwertig sanierten Altbaubestandes und ihrer lebhaften Kiezstruktur zu einer der attraktivsten Wohnadressen für das alternative, intellektuelle oder studentische Berlin. Sie umfasst heute 60 Hausnummern, die in Hufeisenform vergeben wurden.

## Straßengeschichte
Nach dem Abt. II Bebauungsplan wurde der Verkehrsweg als Straße 25 angelegt. Aus Anlass der 50-Jahr-Feier der Schlacht bei Ligny und Waterloo wurde die Straße nach dem preußischen General der Kavallerie und späteren Zweiten Stadtkommandanten von Berlin, August Ludwig von Nostitz, noch zu seinen Lebzeiten am 4. Juli 1865 in Nostitzstraße umbenannt. Zu dieser Zeit gehörten 52 Parzellen zur Straße – die zuerst Nostizstraße, also ohne zweites „t“ geschrieben wurde – und eine umfangreiche Bebauung begann. Am 19. Februar 1879 wurde der Straßenname auf die Verlängerung Straße 21b ausgedehnt und die Hausnummernzählung ergänzt. Über die soziale und politische Situation Anfang der 1930er Jahre in der Straße berichtet Walter Schönstedt in seinem Buch Kämpfende Jugend.
Die Nostitzstraße galt als „rote“ Straße, viele Kommunisten wohnten hier. Am 11. August 1931 verübten Anwohner aus einem Fenster heraus einen Feuerüberfall auf eine Polizeistreife. Der Berliner Polizeipräsident Albert Grzesinski ließ die Straße daraufhin am 29. August abriegeln und polizeilich durchsuchen. Es fanden sich neben verbotenem Propagandamaterial auch mehrere Waffen, und dies, obwohl die KPD-Führung die Parole ausgegeben hatte, keine belastenden Gegenstände in Privatwohnungen aufzubewahren.
Von 1917 bis 1945 lebte die lesbische Aktivistin Selli Engler in der Nostitzstraße 61, das Gebäude ist nicht mehr erhalten.
Ab den 1980er Jahren wurden viele der seinerzeit heruntergekommenen Altbauten im Rahmen der sozialen Berliner Stadterneuerung kernsaniert. Weitere Instandsetzungen folgten nach der politischen Wende durch private Investitionen. 1992 widmete das Kreuzberg Museum der „Nostitzritze“ (wie die Straße in den 1930er Jahren umgangssprachlich hieß) eine Ausstellung.

## Bebauung
Eine ganze Mietshausgruppe, zwischen 1870 und um 1900 errichtet und im Zweiten Weltkrieg nicht oder nur wenig zerstört, steht unter Denkmalschutz.
Im Bereich Nostitzstraße 6/7 und Zossener Straße ist ein von der evangelischen Heilig-Kreuz-Passionskirche unterhaltenes Wohnprojekt für obdachlose Männer erwähnenswert. Es ist Teil des Gemeindehauses der Kirchengemeinde, in dem auch Musikveranstaltungen geboten werden.